# École nationale supérieure d'ingénieurs Sud-Alsace
L’école nationale supérieure d'ingénieurs Sud-Alsace  (ENSISA) est l'une des 204 écoles d'ingénieurs françaises accréditées au 1er septembre 2020 à délivrer un diplôme d'ingénieur.
Issue de la fusion de l’École nationale supérieure des industries textiles de Mulhouse (d) et l’École supérieure des sciences appliquées pour l'ingénieur de Mulhouse (d) en 2006, elle est située sur le campus de l'Illberg à Mulhouse.
Elle est membre de la conférence des grandes écoles (CGE), de la CDEFI, appartient au réseau d'école d'ingénieurs INSA Partenaire et est un organisme, au sens de l'article L.713-9, de l'université de Haute-Alsace.

## Origines

### Histoires
L'ENSISA est une école d'ingénieurs publique qui résulte de la fusion de l'ENSITM (École nationale supérieure des industries textiles de Mulhouse (d)) et de l'ESSAIM (École supérieure des sciences appliquées pour l'ingénieur de Mulhouse (d)). Elle a été créée en juillet 2006.
- l'ENSITM était l'une des plus anciennes écoles d'ingénieurs de France, elle aurait ainsi fêté en 2011 ses 150 ans d'existence. Ses origines remontent à 1861 avec l'Ecole Théorique et Pratique de Tissage Mécanique[2]. Elle était destinée à former les ingénieurs destinés à l'industrie textile très présente dans le sud de l'Alsace. Elle s'est ainsi tourné vers l'industrie mécanique (originellement pour la fabrication de machines textiles) et avec l'évolution des matières composites, l'école décida d'ouvrir en 2004 une autre filière venant compléter sa formation initiale : la mécanique.
- l'ESSAIM était une école spécialisée dans les domaines de l'automatique, du génie électrique et l'informatique, créée en 1990. Elle comptait deux filières, « systèmes et signaux » et « informatique et réseaux ».

Dans le but de se diversifier et d'améliorer la qualité de leurs différentes formations, les deux ensembles ont décidé de s'unir pour former l'ENSISA.
À la rentrée 2009 a ouvert une cinquième spécialité, Systèmes de Production (aujourd'hui Génie Industriel), première spécialité avec un parcours en alternance de l'ENSISA.
L'École et les écoles qui l'ont précédée à Mulhouse ont diplômé au total[Quand ?] 7 093 ingénieurs se répartissant dans les 154 promotions.

### Directeurs
Gérard Binder (2006 - 2012)
Laurent Bigué (2012- 2022)
Jean-Marc Perronne (depuis 2022)

## Formation initiale

### Spécialités préparées
Elle ouvre son concours aux candidats souhaitant intégrer les spécialités suivantes :
| Intitulé de la spécialité du diplôme d'ingénieur     | Statut                                                                                                | Habilitation | Label   |
| ---------------------------------------------------- | --- | ------------ | ------- |
| Textile et fibres                                    | Formation initiale sous statut d'étudiant                                                             | Maximale     | EUR-ACE |
| Mécanique                                            | Formation initiale sous statut d'étudiant                                                             | Maximale     | EUR-ACE |
| Automatique et systèmes embarqués                    | Formation initiale sous statut d'étudiant                                                             | Maximale     | EUR-ACE |
| Informatique et réseaux                              | Formation initiale sous statut d'étudiant Formation initiale sous statut d'apprenti dès la 2ème année | Maximale     | EUR-ACE |
| Génie industriel (en partenariat avec l'ITII Alsace) | Formation initiale sous statut d'apprenti Formation continue                                          | Maximale     | EUR-ACE |

L’ENSISA forme des ingénieurs pour les métiers de la recherche et du développement, des études et de la production, de la gestion de la qualité et de la distribution. Ses cinq diplômes d'ingénieur sont habilités par la Commission des Titres d'Ingénieur et labellisés EUR-ACE.
Toutes les spécialités sous statut d'étudiant sont ouvertes au contrat de professionnalisation en dernière année.
L'ENSISA délivre également le mastère spécialisé Ingénierie Textile labellisé par la Conférence des grandes écoles.

### Modalités de recrutement
L'ENSISA recrute essentiellement à Bac+2 :
- en banque de notes des Concours Communs des Instituts Nationaux Polytechniques (MP, PC, PSI, TSI) et banque PT
- via le concours ATS
- via le concours Pass Ingénieur ouvert aux étudiants de licence
- un concours sur titres est également ouvert pour les titulaires de DUT, L2/L3 (accès en 1re année du cycle ingénieur) et M1 (accès en 2e année du cycle ingénieur)

L'ENSISA recrute également des étudiants étrangers en 2e année via le réseau n+i (concours sur dossier).
L'ENSISA est depuis mai 2015 associée au groupe INSA en tant qu'INSA-Partenaire. À ce titre, elle s'est associée avec l'ENSCMu (Ecole Nationale Supérieure de Chimie de Mulhouse), autre INSA-Partenaire, pour proposer, en collaboration avec des enseignants de la Faculté des Sciences et Techniques de l'Université de Haute Alsace, un cycle post-bac recrutant directement sur le concours du groupe INSA. Le cycle a ouvert en septembre 2016. 40 places sont ouvertes pour la session 2019 via parcoursup.

## Recherche
Forte de laboratoires de recherche reconnus de l'Université de Haute Alsace, le Laboratoire de Physique et Mécanique Textiles (LPMT, UR 4365, membre de l'Institut Carnot MICA) et l'Institut de Recherche en Informatique, Mathématiques, Automatique et Signal (IRIMAS, UR 7499), l’ENSISA participe activement à la génération de connaissances nouvelles et bénéficie d’une reconnaissance internationale importante. Elle accueille à ce titre chaque année de nombreux professeurs invités du monde entier.

## Partenaires et réseaux de l'école
L’ENSISA a pris part à plusieurs réseaux différents afin de communiquer avec les entreprises, les institutions ou encore les étudiants. Voici donc la liste non exhaustive des différents réseaux dont fait partie l’ENSISA.
- Le réseau des Universités EUCOR - le campus européen via l'Université de Haute-Alsace.
- Le réseau Alsace Tech[6] qui regroupe les quatorze grandes écoles d'ingénieurs, de commerce et d'architecture d'Alsace. Il a pour vocation de mutualiser les moyens des différentes écoles ainsi que d'accroitre leur lisibilité au niveau régional, national, européen et international. Alsace Tech représente les partenaires français au sein de TriRhenaTech[7], l'alliance des grandes écoles en sciences appliquées du Rhin supérieur.
- le réseau des partenaires Erasmus+ de l'Université de Haute-Alsace.
- l'Université européenne EPICUR[8]
- Le réseau AUTEX[9] qui regroupe 31 universités de 23 pays dispensant des formations textiles.

L'ENSISA associe en permanence l’enseignement supérieur, la recherche, l'innovation et le transfert de technologie.

## Vie étudiante
Cette section est promotionnelle ou publicitaire (mars 2023). Considérez son contenu avec précaution et/ou discutez-en.

### Junior IARISS
IARISS est l'association junior-création de l'école. Elle permet aux étudiants de travailler sur des projets professionnels et d'être rémunérés lors de leur scolarité.

### Bureau des Élèves

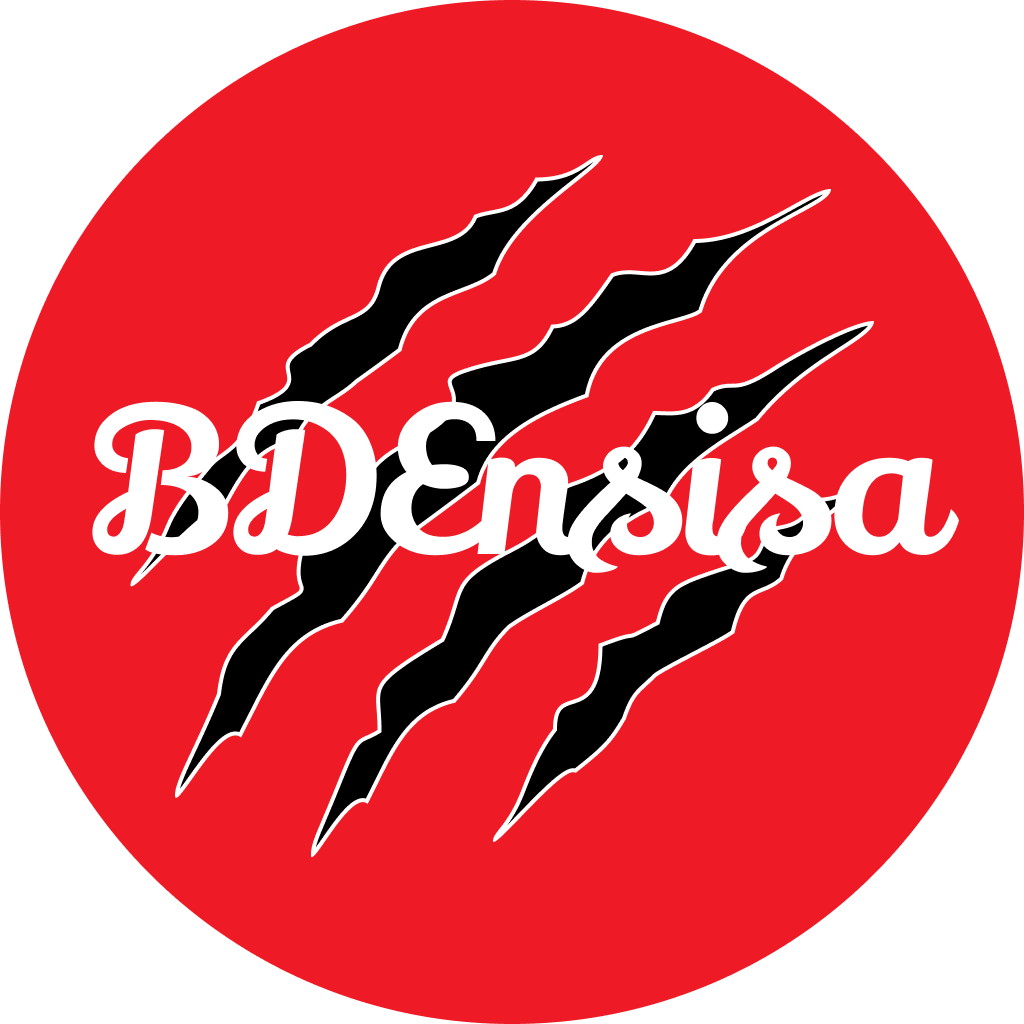
Logo du BDE de l'ENSISA

L'école possède un bureau des élèves, association créée en 2006 qui regroupe plus de trois cents membres. Il est composé de douze membres élus courant novembre de chaque année et contribue à la gestion d'activité au sein de l'école.
Son but est de rassembler les étudiants autour d'activités de cohésions, d'organiser des évènements ainsi que d'offrir diverses réductions à ses adhérents. Il s'occupe aussi de la gestion des 33 clubs (2018) de l'ENSISA : M'Bot, 4L Trophy, E-carTeam, PomPom, VTT, Paintball, Œnologie, Design & Création, Théâtre, Rugby, etc ... La vie étudiante de l'ENSISA est riche d'évènements qui l'animent tout au long du cursus et même après. Un véritable pilier pour fonder des rapports d'amitié et de collaboration entre les futurs ingénieurs de l'école.
Le BDE et la direction se sont engagés depuis plusieurs animés dans des actions de prévention via la charte cpas1option.

## Association des Anciens  Élèves
L'ENSISA compte une association d'anciens élèves créée en 1896, l'AAE ENSISA. Elle regroupe les diplômés du cycle ingénieur et du mastère spécialisé Ingénierie Textile.

## Bâtiments
Dotée de deux bâtiments pour une surface totale de plus de 17 000 m2, l’ENSISA est située au cœur du campus mulhousien.

## Pour approfondir